# Schlechtendalia luzulaefolia
Schlechtendalia  es un género monotípico de plantas con flores en la familia de las asteráceas. Su única especie: Schlechtendalia luzulaefolia es originaria de Brasil donde se encuentra en la Pampa en Rio Grande do Sul.

## Taxonomía
Schlechtendalia luzulaefolia fue descrita por  Christian Friedrich Lessing y publicado en Linnaea 5: 242–243, t. 3, f. 51–55. 1830.
Sinonimia
- Chamissomneia luzulifolia (Less.) Kuntze